# Kornspeicher (Wolfenbüttel)

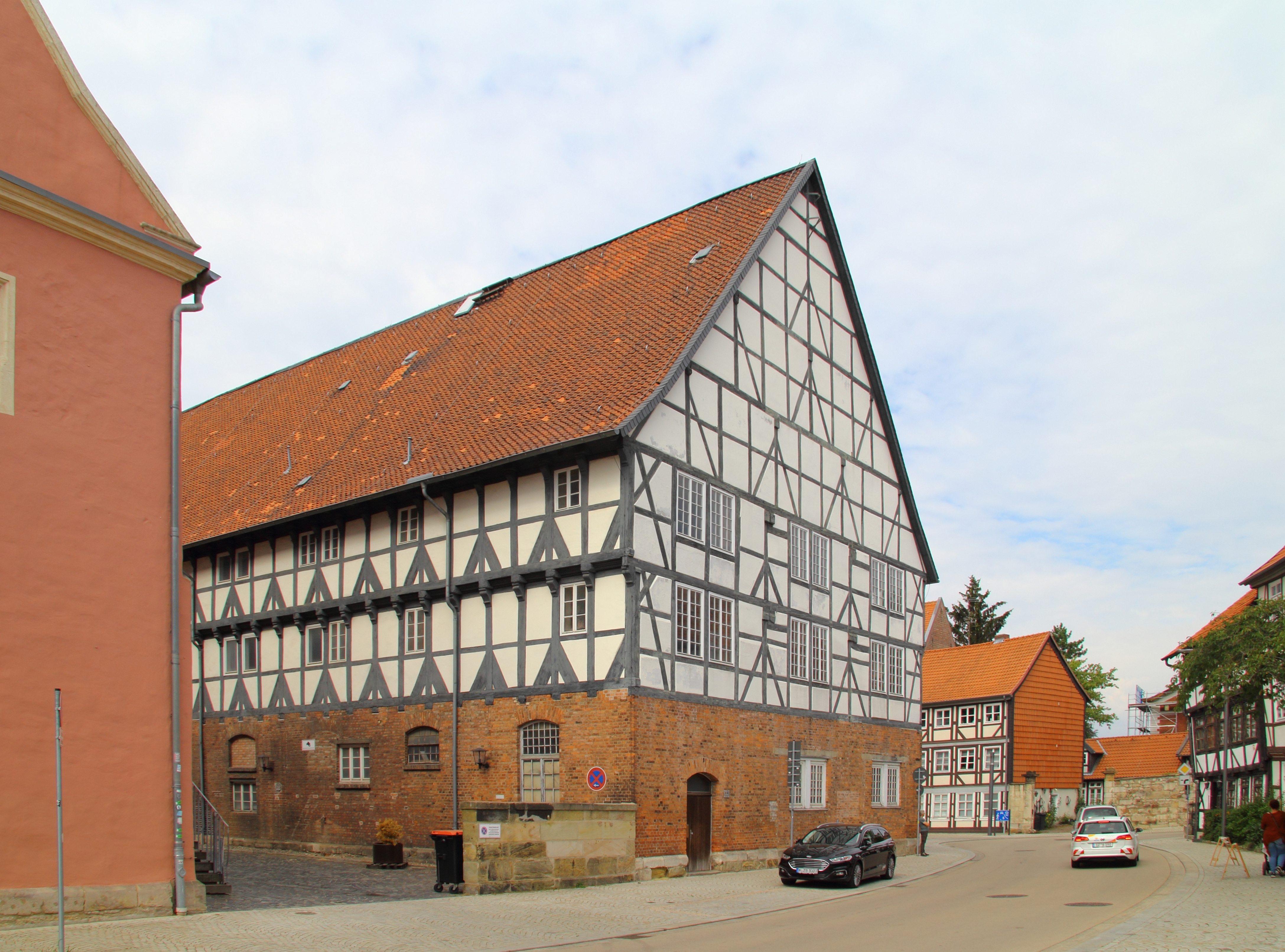
Wolfenbüttel, Blick auf den Kornspeicher von Südosten

Der Kornspeicher (auch Proviantboden, Kornmagazin oder Magazinhaus genannt) ist das größte Fachwerkgebäude in der niedersächsischen Stadt Wolfenbüttel.
Das Gebäude wurde von 1659 bis 1662 wenige Meter hinter dem im Jahre 1619 fertiggestellten steinernen Zeughaus an der Stelle eines früheren (vermutlich des zweiten) Zeughauses der damaligen Festung Wolfenbüttel errichtet, die als Residenz der Herzöge und Fürsten des Fürstentums Braunschweig-Wolfenbüttel diente. Zweck des Gebäudes war es, den Proviant für die fürstliche Hofhaltung und die Besatzung der Festung Wolfenbüttel aufzunehmen. Davor diente der Dachboden des Zeughauses als Kornschütte, aber die gestiegenen Ansprüche des Hofes unter der Herrschaft von Herzog August dem Jüngeren verlangten nach einer größeren Lösung. So wurde hinter dem steinernen Zeughaus der kostengünstige Fachwerkbau mit dreischiffiger Halle errichtet. Für Besucher des Schlossplatzes und des Schlosses, die von Süden und Südwesten auf den Gebäudekomplex blicken, steht der Kornspeicher vollkommen im Sichtschatten des Zeughauses und benötigte daher keine repräsentative Gestaltung. Lediglich die Westseite wies einen Renaissancegiebel und steinernes Portal mit entsprechenden Dekorationen auf.
Der Kornspeicher wurde im 19. Jahrhundert umgestaltet, erhielt einen steinernen Unterbau und wurde an der Westseite um neun Meter verkürzt. Dabei gingen auch der dekorierte Giebel und das Westportal verloren. Das Gebäude wurde in den Jahrhunderten – vor allem nach dem Wegzug des fürstlichen Hofes um 1753 – unterschiedlich genutzt, im 20. Jahrhundert auch als Standort der Wolfenbütteler Feuerwehr. Heute dient es als Depotgebäude der Herzog August Bibliothek.

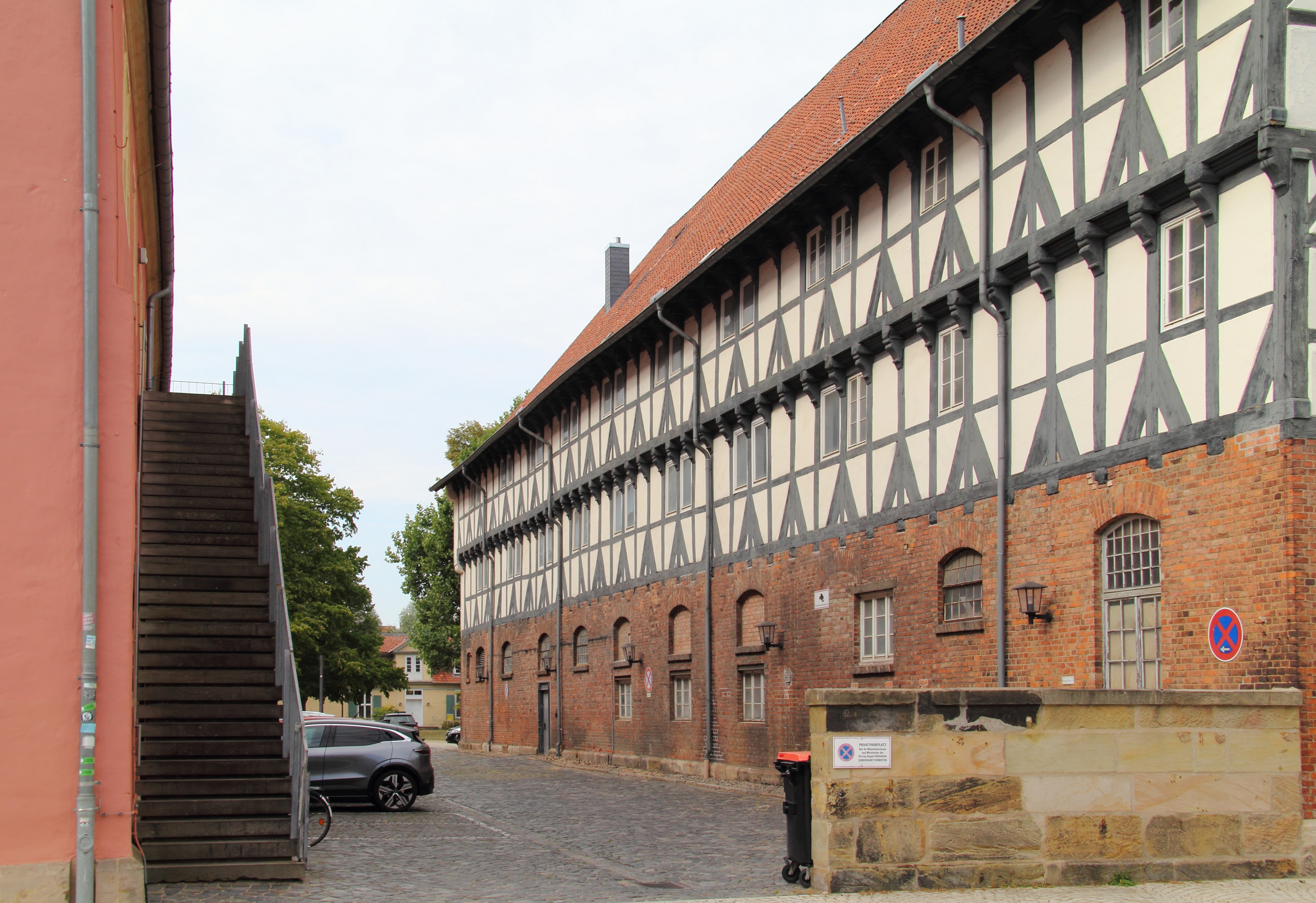
Blick von Osten auf die südliche Längsseite
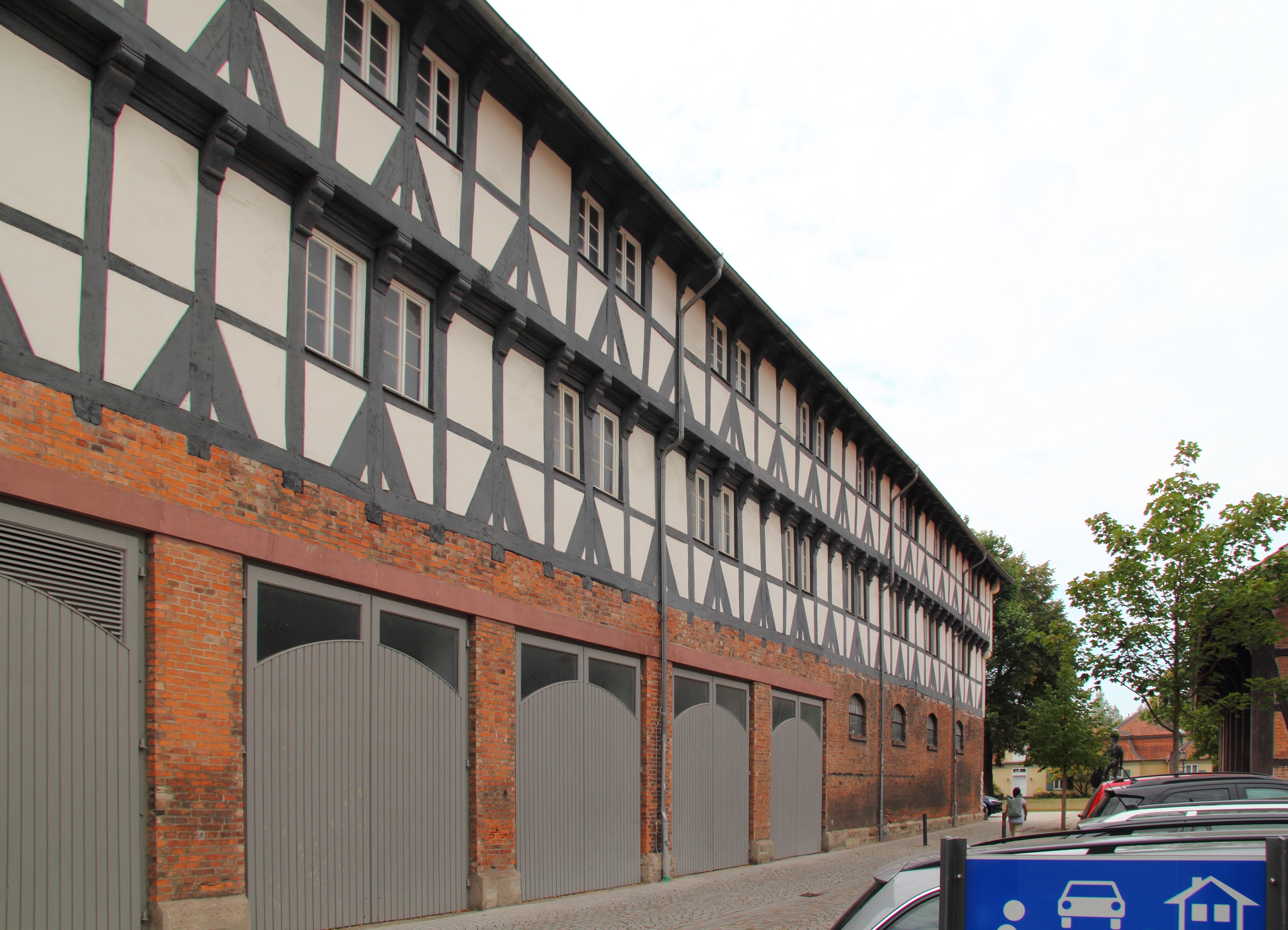
Blick von Osten auf die nördliche Längsseite
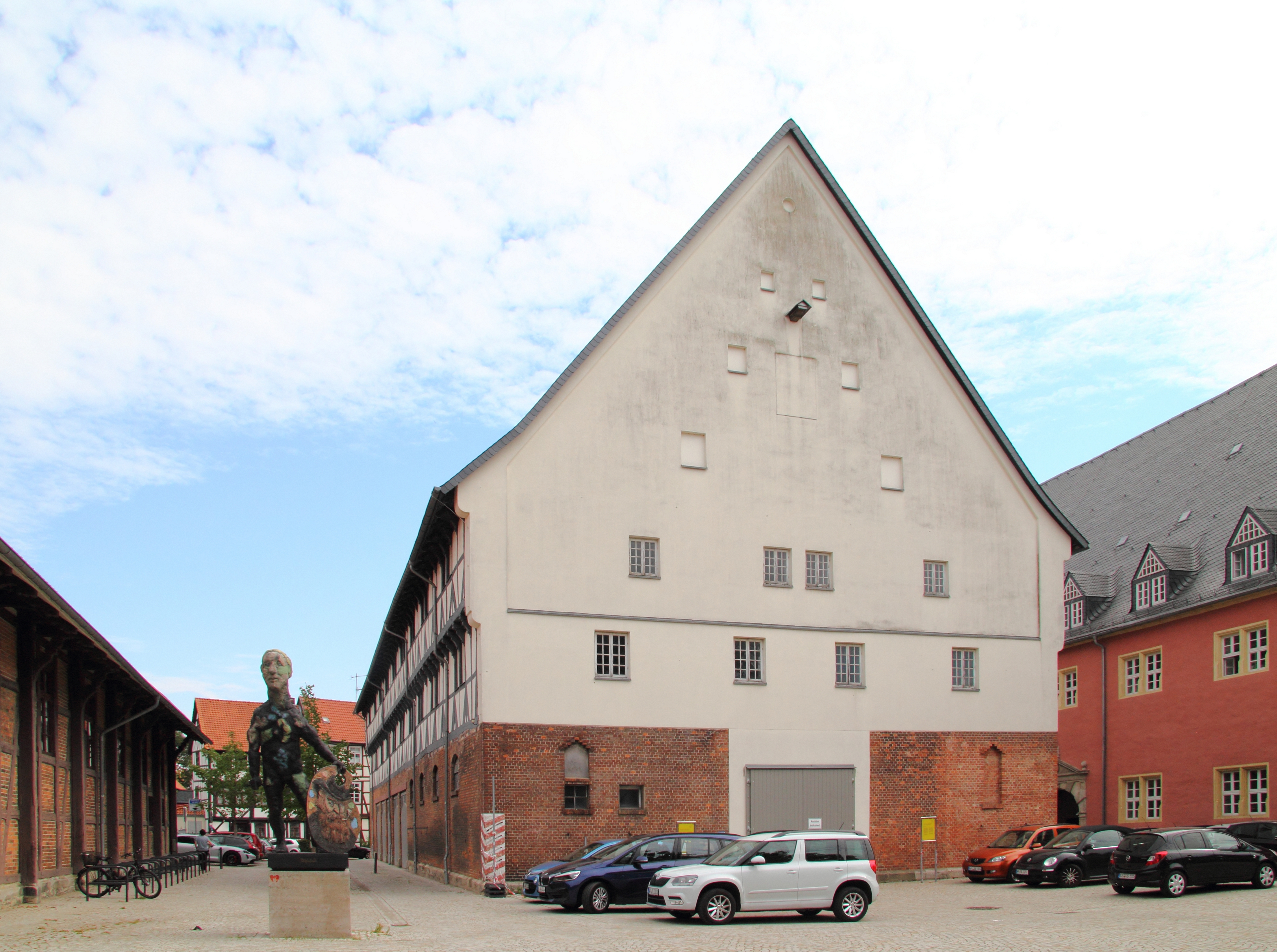
Verkürzte westliche Stirnseite